# Gloster Grouse
Gloster Grouse var ett engelskt experimentflygplan för att prova flygegenskaperna på en ny vingkonstruktion. Ett flygplan köptes av Flygkompaniet för utvärdering som ett eventuellt skolflygplan.
Flygplanet konstruerades 1923 av Henry Folland, med en mycket speciell kombination av vingar. Den övre vingen hade en betydligt större yta med stor lyftkraft medan den undre vingen var mindre, tunnare och monterad med endast obetydlig anfallsvinkel. Tanken var att kombinationen skulle förena biplanet fördelar med monoplanets fördelar. Efter att RAF provat flygplanet och inte var intresserade att köpa flygplanet till sina flygskolor släpptes flygplanet till exportförsäljning. 
Ett engelskt civilregistrerat (G-EAYN) besökte i juli 1925 Malmen för demonstrationflygning, inom flygkompaniet blev man imponerad av flygplanets fina egenskaper och tanken väcktes på att köpa ett antal som skolflygplan. Efter beslut köpte Flygkompaniet 9 december 1925 in en modifierad Gloster Grouse II som en tänkt ersättare till de slitna skolflygplanen vid Flygkompaniets flygskola. När flygplanet levererades 1926 visade det sig att det var Gloster Aircraft Companys demonstrationsexemplar som besökt Malmen 1925 som levererades. Det fanns planer på att beställa ytterligare åtta flygplan men då den ansågs för dyr kom valet av skolflygplan slutligen att falla på Heinkel HD 36. När Flygvapnet bildades 1 juli 1926 överfördes flygplanet från Flygkompaniet. Flygplanet fick flygvapenbeteckningen Ö 3 och placerades vid Stabens Flygavdelning (SFA) där den användes till allmän flygträning fram till 1929. När den kasserades 5 september var den totala flygtiden endast 109 timmar. 